# 应元书院
应元书院是中国近代的一座的书院，位于今广东省广州市越秀山东麓，由广东布政使王凯泰倡建，于1869年建成，是清朝后期广东省级官办的三大书院之一。

## 历史

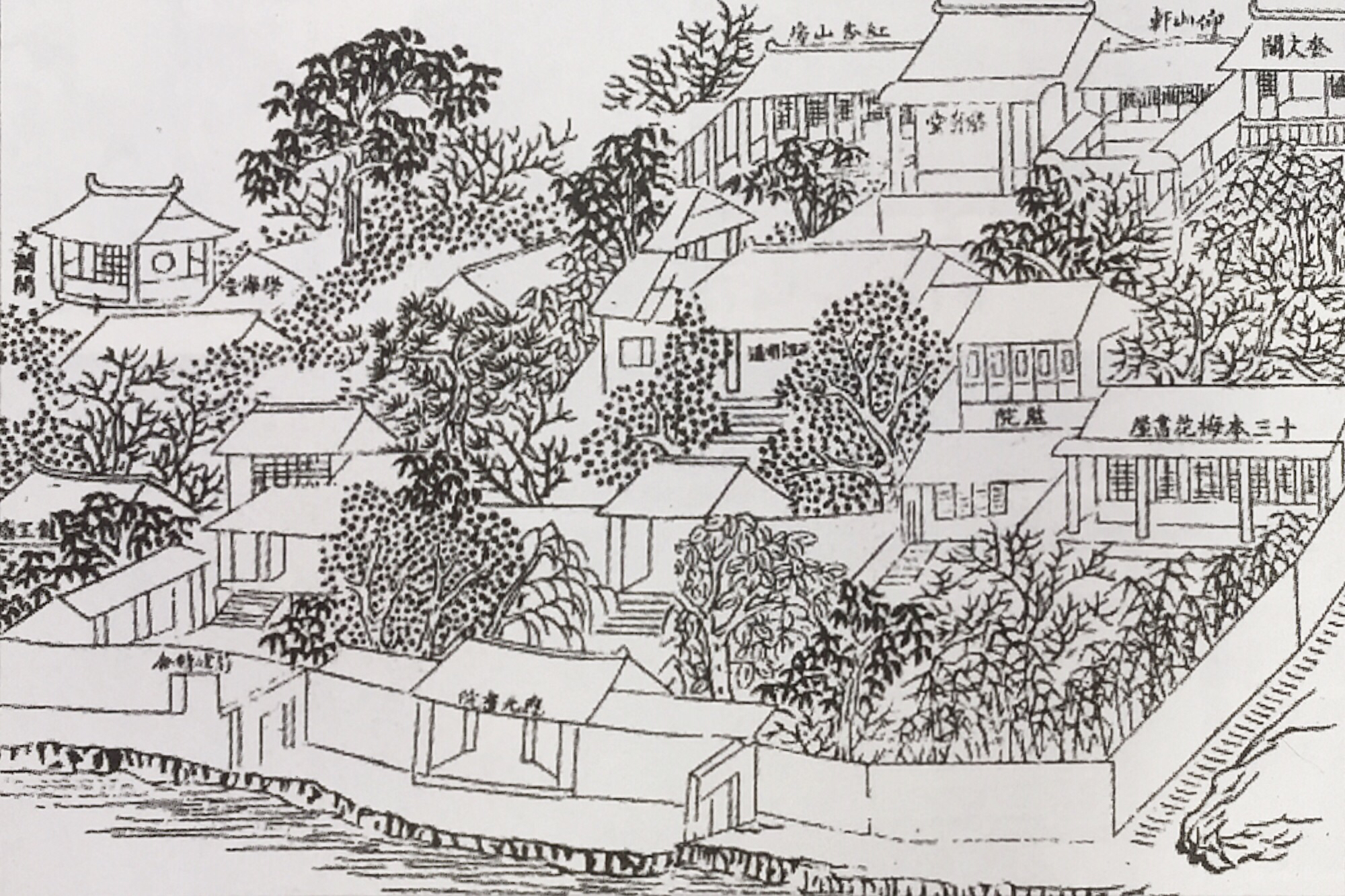
同治九年（1870）绘制的《应元书院图》，可见学海堂（图中左上）、菊坡精舍（图中左下）和应元书院（图中右侧）的相对位置

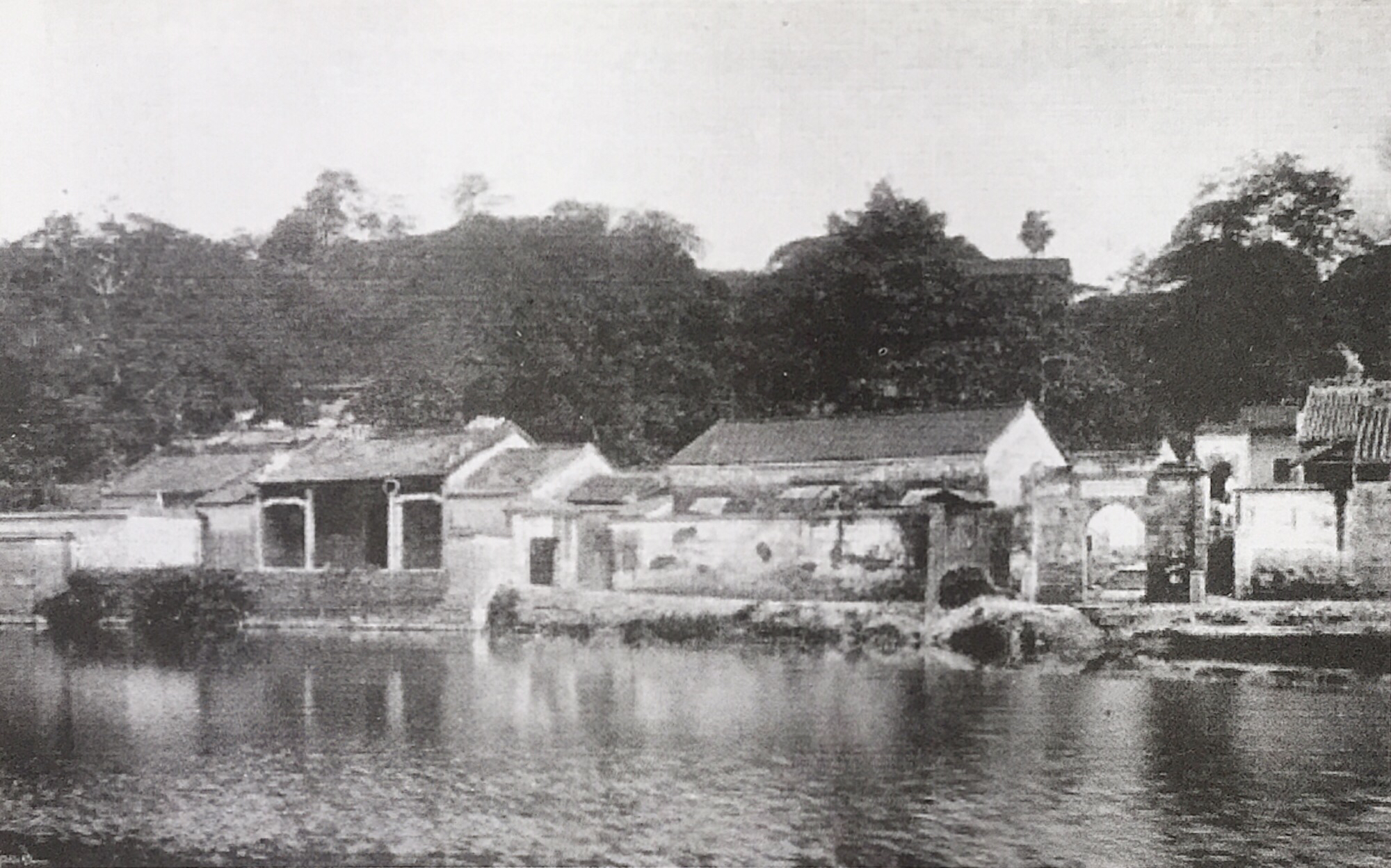
应元书院大门与将军大鱼塘

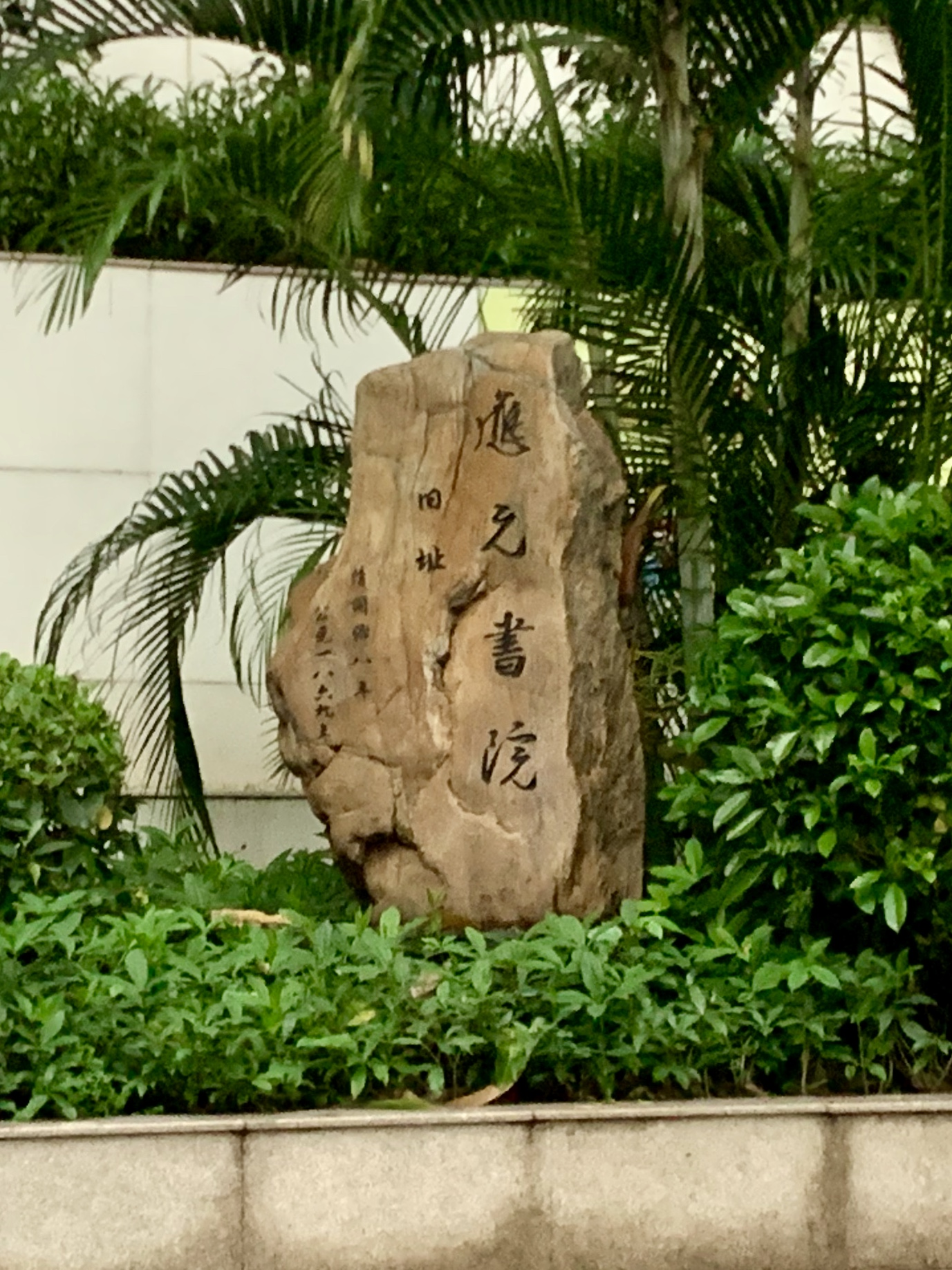
广州市第二中学内纪念应元书院旧址的石碑

同治七年（1868年），王凯泰获命为广东布政使，其到广州赴任时有了创立新书院的想法。此时正值学海堂的发展和菊坡精舍的新建，加上广州已有粤秀、越华、羊城三大书院，为了不与已有书院的功能重合，王凯泰便提出设立一座专供举人肄业的书院，以方便广东的举人参加会试。该提议得到当时两广总督瑞麟及广东巡抚李福泰的支持及批准，便选择在粤秀山（今越秀山）麓的应元宫前新建书院，并命名为“应元书院”。
应元之名出道书，今为举人肆业地，举人会试第一为会元，殿试第一为状元，其名亦宜之。——王凯泰，《应元书院碑记》
应元书院于同治八年（1869年）开始动工兴建，同年9月建成，次年春天开课。应元书院西邻菊坡精舍，西北为学海堂，这三所书院使粤秀山成为了广东的学术中心与文教中心。应元书院创办后的第一个会试年，便有9人中试，其中更出了一名状元梁耀枢，大大提高了应元书院的名气。在第二个会试年，又有一人中榜眼、12人中进士。此后的会试年中，亦有数人中试，但中试人数比起前数次已有所不及。
由于应元书院始终坚持旧制，在科举制没落后已不吃香。光绪二十九年（1903年），应元书院停办，改为祀奉已故书院、学堂山长神位的广东先贤祠。光绪三十四年（1908年），两广总督张人骏在应元书院、菊坡精舍旧址创办以保存国粹为宗旨的广东存古学堂，后于1911年停办。1921年，执信学校在应元书院旧址上成立，1923年迁出；1929年，广州市立第一中学在该处建立新校舍。抗战期间，书院旧址被日军夷为平地；抗战结束后，广东干部训练班进驻该处，后市二中在1947年于该处复办。因此现今认为广州市第二中学继承了该书院的办学历史。

## 人物

### 历任山长
- 沈史云
- 冯誉骥
- 李文田
- 廖廷相
- 何璟
- 吴道镕

### 著名生徒
- 梁耀枢：应元书院的第一届学生，为清代广东出的三位状元之一。
- 邓蓉镜
- 吕绍端
- 谭宗浚
- 戴鸿慈
- 廖廷相
- 林其翔
- 商衍鎏